# Trilogia
Una trilogia és un conjunt de tres obres artístiques (novel·les, pel·lícules, còmics…) que formen una unitat en base d'algun element del seu contingut: continuïtat argumental, coincidència del protagonista, etc.
Té origen grec (tri-logia, de treis-logia: "tres discursos" o "tres textos") amb el qual s'anomenava a la Grècia clàssica el conjunt de tres tragèdies presentades al concurs per cadascun dels autors que competien per aconseguir el premi en els certàmens que se celebraven en les festes en honor de Dionís. Cada concursant presentava, a més, un drama satíric, d'on procedeix anàlogament el terme tetralogia.